# Lu You

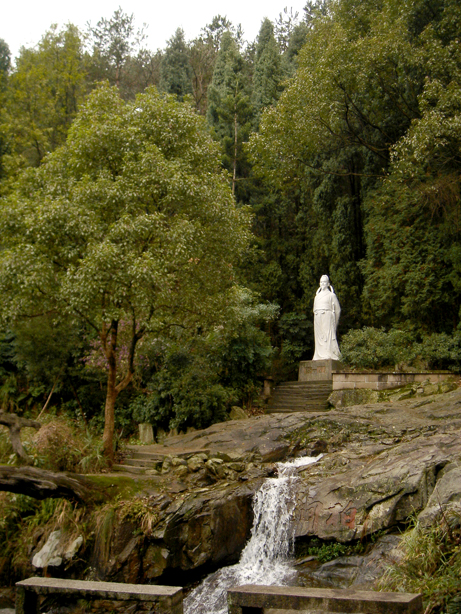
Estatua de Lu You.

陸游 Lu You (1125 - 1210) escritor chino de la dinastía Song.
Es conocido por sus muchos poemas patrióticos, ya que apoyaba la resistencia contra los bárbaros que querían ocupar el norte del país; y por la tragedia de su matrimonio, pues su madre le obligó a repudiar a su esposa.